# John Vaizey, Baron Vaizey
John Ernest Vaizey, Baron Vaizey (* 1. Oktober 1929; † 19. Juli 1984 in London) war ein britischer Autor und auf Bildung spezialisierter Ökonom.

## Herkunft und Bildung
Vaizey war der Sohn von Ernest Vernon Vaizey und seiner Ehefrau Lucy Butler Hart. Er ging auf die Schule des Queen Mary’s Hospital und Queens’ College in Cambridge.

## Karriere
Im Jahr 1952 trat er eine Stelle im Büro der Vereinten Nationen in Genf an und wurde ein Jahr später zum Fellow des St Catharine’s College in Cambridge gewählt. 1956 wurde er Hochschullehrer an der Universität Oxford. 1960 bekam er einen Ruf an die Universität London, wo er für zwei Jahre eine Forschungseinrichtung als deren Direktor leitete. Später arbeitete er als Fellow am Worcester College in Oxford. 1966 bekam er eine neugeschaffene Professur an der Brunel University, deren School of Social Sciences er ab 1973 leitete.
Vaizey bekam 1975 den Posten des Vizekanzlers der Monash University in Melbourne angeboten, aber lehnte diesen nach Angriffen von australischen Künstlern auf seinen engen Freund Bryan Robertson ab, der die Direktorenstelle der National Gallery of Victoria hätte bekommen sollen. In den Prime Minister’s Resignation Honours von 1976 wurde er ein Life Peer und wurde am 23. Juni 1976 als Baron Vaizey, of Greenwich, in Greater London ein Mitglied des House of Lords. In seinen letzten Lebensjahren diente er als Prinzipal der St Catherine’s Foundation von Cumberland Lodge.

## Familie
1961 heiratete Vaizey die Autorin Marina Stansky CBE aus New York. Eins der gemeinsamen Kinder ist der Politiker der Conservative Party Edward Vaizey, Baron Vaizey of Didcot.

## Werke
- The Trade Unionist and Full Employment; (1955)
- The Costs of Education; (1958)
- Scenes from Institutional Life and Other Writings; (1959)
- The Brewing Industry 1886–1951: An Economic Study; (1960)
- Britain in the Sixties: Education for tomorrow; (1962)
- Education in a Class Society: The Queen and Her Horses Reign; (1962)
- The Economics of Education; (1962)
- The Control of Education; (1963)
- Barometer Man; (1966)
- The Costing of Educational Plans; (1967)
- Industry and the Intellectuals; (1970)
- The Type to Succeed; (1970)
- Capitalism; (1971)
- Education; (1971)
- Social Democracy; (1971)
- The History of British Steel; (1974)
- Education in the Modern World; (1975)
- Political Economy and the Problems of Our Time; (1975)
- Capitalism and Socialism: A History of Industrial Growth; (1980)
- In Breach of Promise: Gaitskell, Macleod, Titmuss, Crosland, Boyle: Five Men who shaped a Generation; (1983)
- National Health; (1984)